# Jitka Válková
Jitka Válková (Třebíč, 11 de noviembre de 1991) es una modelo de glamour, reina de belleza y cantante checa. Ganadora del certamen Česká Miss 2010, representó a su país en Miss Universo ese mismo año, quedando en el Top 15.

## Biografía
Originaria de la ciudad de Třebíč, en la Región de Vysočina de la República Checa, Válkova estudió en un colegio católico. Se convirtió en la sexta Miss Česká en el año 2010 y fue coronada por Iveta Lutovská, su predecesora en el certamen en 2009.

## Trayectoria
A los 18 años, Válková se convirtió en una de las concursantes más jóvenes en terminar en el Top 15 y compitió en la ronda de trajes de baño durante la final de Miss Universo 2010, celebrada el 23 de agosto de 2010 en Paradise, en el estado estadounidense de Nevada.
Obtuvo el cuarto puesto consecutivo de la República Checa en el concurso de Miss Universo.
En julio de 2015 Válková se casó con el baterista Lukáš Boho en Měřín y también anunció su embarazo. Su hija Rozálie nació en noviembre de ese año.